# Gar (muziekstijl)
Gar is een traditionele Tibetaanse zang en dansstijl die in de 17e eeuw werd geïntroduceerd in Tibet door de koning van Ladakh die een groep van artiesten had gezonden om respect te betuigen aan de vijfde dalai lama, Ngawang Lobsang Gyatso.
Onder de indruk, vaardigde de dalai lama een decreet uit voor de oprichting van een permanente groep artiesten die zich specialiseerde in gar. De groep deed speciale optredens voor het hof en trad verder op speciale gelegenheden op, zoals op Losar -de eerste dag van het Tibetaans nieuwjaar- en de kroningen van de erop volgende Dala Lama's en regenten. Gar wordt ook tegenwoordig nog steeds alleen opgevoerd tijdens zeer speciale ceremonies.
De liederen worden Garlu (hoflied) genoemd, de dans heet Gar (hofdans) en het wordt opgevoerd door dertien hofknapen, Gartuk-pa genoemd. Ze zijn gekleed in mooi brokaat met een traditioneel hoofdtuig. Elke danser draagt een smalle bijl, een paar keteldrums en een fluit. Er zijn verschillende gardansen: de bijldans, drumdans, zwaarddans en blote handendans, waarvan de eerste het populairst is.